# San Bonifacio (VR)
San Bonifacio là một đô thị ở tỉnh Verona trong vùng Veneto của Ý, có cự ly khoảng 80 km về phía tây của Venice và khoảng 25 km về phía đông của Verona. Tại thời điểm ngày 31 tháng 12 năm 2004, đô thị này có dân số 18.810 người và diện tích là 33,9 km².
Đô thị San Bonifacio có các frazioni (đơn vị trực thuộc, chủ yếu là các làng) Lobia, Locara, Prova, Villabellavà Villanova.
San Bonifacio giáp các đô thị: Arcole, Belfiore, Gambellara, Lonigo, Monteforte d'Alpone và Soave.